# Tătărăștii de Sus
Tătărăștii de Sus è un comune della Romania di 3 012 abitanti, ubicato nel distretto di Teleorman, nella regione storica della Muntenia. 
Il comune è formato dall'unione di 3 villaggi: Dobreni, Tătărăștii de Sus, Udupu.